# 流聖天使プリマヴェール
『流聖天使プリマヴェール』（りゅうせいてんしプリマヴェール）は、Escu:deより発売された18禁のアダルトゲーム。本項では、リメイクゲームである『流聖天使プリマヴェールV』とアダルトアニメ版についても扱う。

## 概要
- 『流聖天使プリマヴェール 〜捕らわれの天使〜』（2000年7月21日発売）
  - 本編第1作目で、変身ヒロイン調教SLGの元祖。
- 『流聖天使プリマヴェールV』（2002年12月13日発売）
  - 基本的には本編の内容と同じリメイク版である。音声がフルボイス、全部描き下ろしCGのオープニングムービー、完全調教モード、変身と必殺技のシーンなど新要素を追加している。

## システム
ゲームはまず、一日の行動を選択することから始まる。一度選んだ午前の予定は、午後にもつづけることは不可である。プレイヤーは純菜への調教や戦闘員派遣等で得られる作戦ポイントを稼いで、世界征服を進めることが目的である。なお、作戦ポイント数は、次の予算委員会で提供される金額を左右する。
実験で使用するアイテムは、マルク・ジェネの超科学研究開発部に投資することで選択肢が広まっていく仕組みとなる。

## あらすじ
悪の組織「マルク・ジェネ」によって満身創痍になり囚われの身になった「プリマヴェール」。
幹部であるプリンスは、街の人びとを人質にし、プリマヴェールを調教していった。

## 登場人物
※『流聖天使プリマヴェール 〜捕らわれの天使〜』のキャラクターボイスはなし。声の表記はPCリメイク版 / アダルトアニメ版の順。

### プリマヴェール
聖天使の力を宿した2人の魔法少女姉妹。彼女達の決め台詞はツクヨが「宇宙（コスモ）に頂く月（ツクヨ）の乙女！」コロナが「地上を照らす太陽（コロナ）の天使！」。揃った際、「勅命光臨、ただいま参上！流聖天使プリマヴェール！」。マジカル・スティックを使って、敵と戦う。空中飛行・腕力・跳躍力など能力を発揮し、肉弾戦が可能。
若草 純菜（わかくさ じゅんな） / プリマヴェール・ツクヨ
声 - 天天 / 菊地ナツコ
ヒロインの一人である女子高生。月の聖なる力を持つプリマヴェール。
必殺技
プリマヴェール・ムーンアタック
プリマヴェール・ムーンフラッシュ
プリマヴェールの聖なる力を暴走させて、巨大化した怪人を倒す技。代わりに力を失って気絶してしまう。
皐月乃 つばさ（さつきの つばさ） / プリマヴェール・コロナ
声 - 比未子 / 韮井叶
純菜の後輩で、彼女を姉と慕う。太陽の聖なる力を持つプリマヴェール。
必殺技
プリマヴェール・コロナキック
合体必殺技
シューティグ・スターライト・フラッシュ
「天空より降り注ぐ聖なる光よ、我ら天の使いにその力をお貸し下さいっ！」という掛け声で、技の威力を発揮する。
ムーンフラッシュ
アニメ版から登場。2人のマジカル・スティックの先端をセットして、眩い光を広範囲に放つことで、大量の怪人に浴びせて消滅した。

### 悪の組織「マルク・ジェネ」
プリンス某（名前変更可）
声 - どてら四号（アダルトアニメ版のみ）
主人公。アニメ版の名前はプリンス・ガーランド。
チカちゃん
声 - 涼森ちさと / 静野ももか
プリンスの秘書。秘書としては有能ではないが、純粋な性格の持ち主。
ちはる
声 - 杏露花梨 / かわの亜衣
プリンスの幼馴染で、マルク・ジェネの超科学研究開発部主任を務める女性。眼鏡と三つ編みが特徴。
発明が好きで、調教道具の開発に携わる。また、実験台も務めることがある。
ムーングラム
声 - 桜井薔子 / 幸代彩里
プリンスの兄嫁。プリンスを子ども扱いすることが多い。
ジェネシス将軍
声 - 甘美 / 伴風太
プリンスの兄で、豪快な性格。
皇帝陛下（アダルトアニメ版のみ）
声 - ？
戦闘員
声 - 伴風太、春野萌
ゲキカラー男（アダルトアニメ版のみ）
声 - 舩阪裕貴

## スタッフ
流聖天使プリマヴェール 〜捕らわれの天使〜
- 原画 - はなたかれとも
- シナリオ - 志茂ひろ雪
- 音楽 - Team saB:ten

流聖天使プリマヴェールV
- 原画 - はなたかれとも
- 企画・シナリオ - 志茂ひろ雪
- プログラム - 水鼠、KIT
- 音楽 - Angel Note、NSN(西野尚利)
- オープニングテーマ「ふたつの心理」
  - 作詞 - 中山♡マミ、作曲・編曲 - Angel Note、歌 - 中山♡マミ
- エンディングテーマ「恋の魔法」
  - 作詞・作曲・編曲・歌 - チームサボ天

## 評価
『流聖天使プリマヴェール 〜捕らわれの天使〜』はBugBugのイチオシ!BUG'Sレビューでは本作は調教ものが嫌いな人のこそお勧めでスタッフの言う「調教ではなく調教をテーマにした悪の組織の幹部の『立身出世シミュレーション』」としていることがプレイすれば意気込みがよくわかり、特撮ヒーローのように悪の組織の幹部として少女を調教相手ではなく可愛いながらこれまで散々手こずらせてくれた憎き敵であり世界征服のために洗脳するべき捕虜だと感情移入するとわかり、凌辱調教もの特有の情念の渦のような暗い雰囲気ではなく幹部としての目的意識がそこにあり、調教もの毒が悪の組織に置き換えられている、純菜を調教することがメインだが悪の組織経営LSGとしてもまとまっていて幹部としての仕事についハマってしまう、思わず純菜とラブラブな仲になってしまうのもそれはそれで良くとにかくドロドロとした部分はなく気持ちよくプレイできるが、音声がなく性的な喘ぎ声が聴けないことや特撮のノリなら怪人の雄叫びや意味のない爆発など特有のチープな雰囲気が再現されていないのが残念だとした。

## アダルトアニメ
『流聖天使プリマヴェール』のタイトルで、『魔法少女アイ』のスタッフが結集して、原作ゲームを完全オリジナルアニメーション化。未完結のままだった。
- 「流聖天使プリマヴェール」 2006年2月24日発売 ANOD-0001
- 「流聖天使プリマヴェール Complete Edition」 2013年4月19日発売 DJAM-9684

スタッフ
- 原作 - エスクード
- プロデューサー - 村上恒一、藤井義久
- 脚本 - 村上恒一、竹内光
- 監督 - 浅野ヒロ
- 監督・演出・絵コンテ・キャラクターデザイン・作画監督 - 浅野ヒロ
- 美術監督 - 倉田憲一
- 撮影監督 - 関谷能弘
- 音響監督 - 宮崎誠二
- 編集 - AMGA、西重成
- 制作担当 - 室井瑛一
- 製作 - 流聖天使プリマヴェール 製作委員会
- 制作 - アニメアンテナグループ

## 関連商品
音楽CD
- 「プリマヴェール ヴォーカルコレクション」（エスクード、2007年9月28日発売） ele-a004

## 続編シリーズ
- 彗聖天使プリマヴェールZwei - 2007年9月28日
- 遊聖天使プリマヴェールDrei - 2016年7月29日
- 遊聖天使プリマヴェールDrei ダークミッション - 2016年12月22日